# Oyggjaframi (m-l)
Oyggjaframi (marx-leninistar), Öarnas framsteg (marxist-leninister), var ett kommunistiskt parti i Färöarna, bildat av Tórshavnsavdelningen av Oyggjaframi - Føroyskir Sosialistar.
OF (m-l) utgav tidningen Arbeiðið mellan 1976 och 1984 och upplöstes i mitten av 1980-talet. 
Ursprungligen deltog man i samarbetet mellan maoistiska partier i Norden (som bland annat omfattade svenska Kommunistiska Förbundet Marxist-Leninisterna).
Men när schismen mellan de kinesiska och albanska kommunistpartierna inföll sprack detta samarbete.
OF (m-l), isländska Einingarsamtök Kommúnista (m-l), Kommunistiska partiet i Sverige och Danmarks Kommunistiske Parti (m-l) tillhörde den albanienvänliga falangen.